# راسل کراسینگ (تگزاس)
راسل کراسینگ (به انگلیسی: Russell Crossing) یک منطقهٔ مسکونی در ایالات متحده آمریکا است که در شهرستان ویلیامسون، تگزاس واقع شده است. راسل کراسینگ ۲۳۷٫۱۴ متر بالاتر از سطح دریا قرار دارد.